# Biserica de lemn din Jina

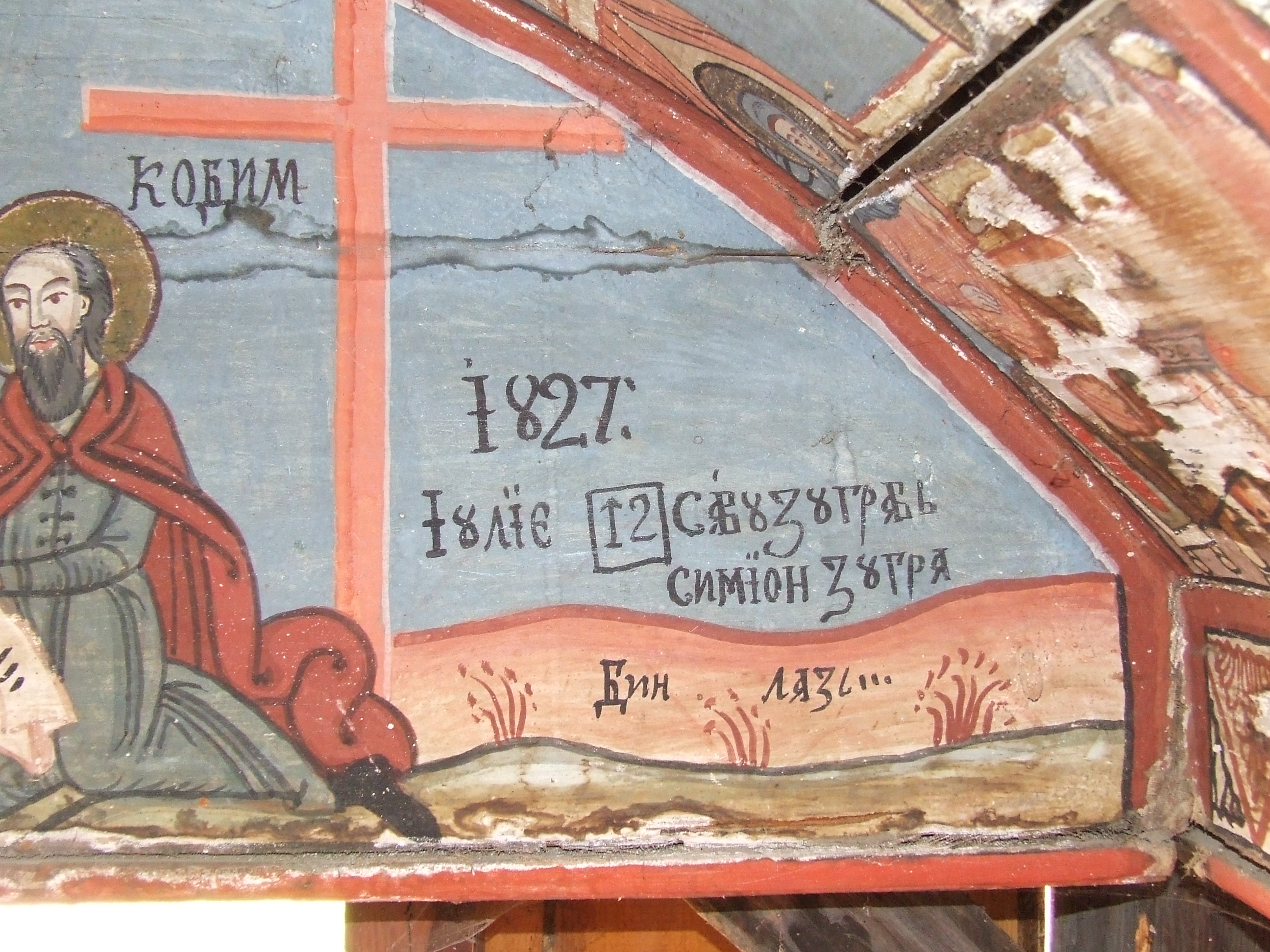
Pisania care datează pictura - 12 iulie 1827

Biserica de lemn din Jina nu este o biserică propriu zisă, fiind mai degrabă o mică capelă. Se află în localitatea Jina, în curtea bisericii cu hramul "Buna Vestire". De dimensiuni mici, această capelă-osuar, ca și construcție nu are valențe deosebite dar pictura realizată în anul 1827 a determinat includerea acesteia pe noua listă a monumentelor istorice, înregistrată fiind sub codul SB-IV-m-B-12623.

## Istoric și trăsături
Edificiul, de mici dimensiuni - 4,5 m lungime și 2,3m este o construcție simplă, cu plan dreptunghiular. Pereții sunt realizați din scânduri așezate vertical pe o structură de rezistență de lemn. Acoperișul, foarte simplu, este din lemn acoperit cu țiglă.
Intrarea în capelă se face în ax, fără a exista o ușă. În capătul opus se află o troiță. Interiorul, mult mai spectaculos decât exteriorul se remarcă prin bolta pictată. Deasupra intrării este reprezentată scena Punerii în mormânt a lui Isus Cristos iar în partea opusă se află reprezentată scena Învierea Domnului. Bolta este dominată de medalioane în care sunt reprezentați Domnezeu Tatăl, Isus Cristos și Maica Domnului. Pe margini sunt prezentate scene din Noul Testament.
Momentul construirii nu se cunoaște exact dar acesta poate fi aproximat. Pictura bolții interioare este datată de o inscripție aflată deasupra intrării, în partea stângă. Această inscripție menționează atât data realizării picturi precum și autorii ei: "1827 Iulie 12 Savu Zugrav Simion Zugra(v) din Laz". Trebuie precizat faptul că biserica lângă care se află așezată această mică capelă a fost pictată în anul 1802 de Vasile Munteanu din Laz.

## Imagini

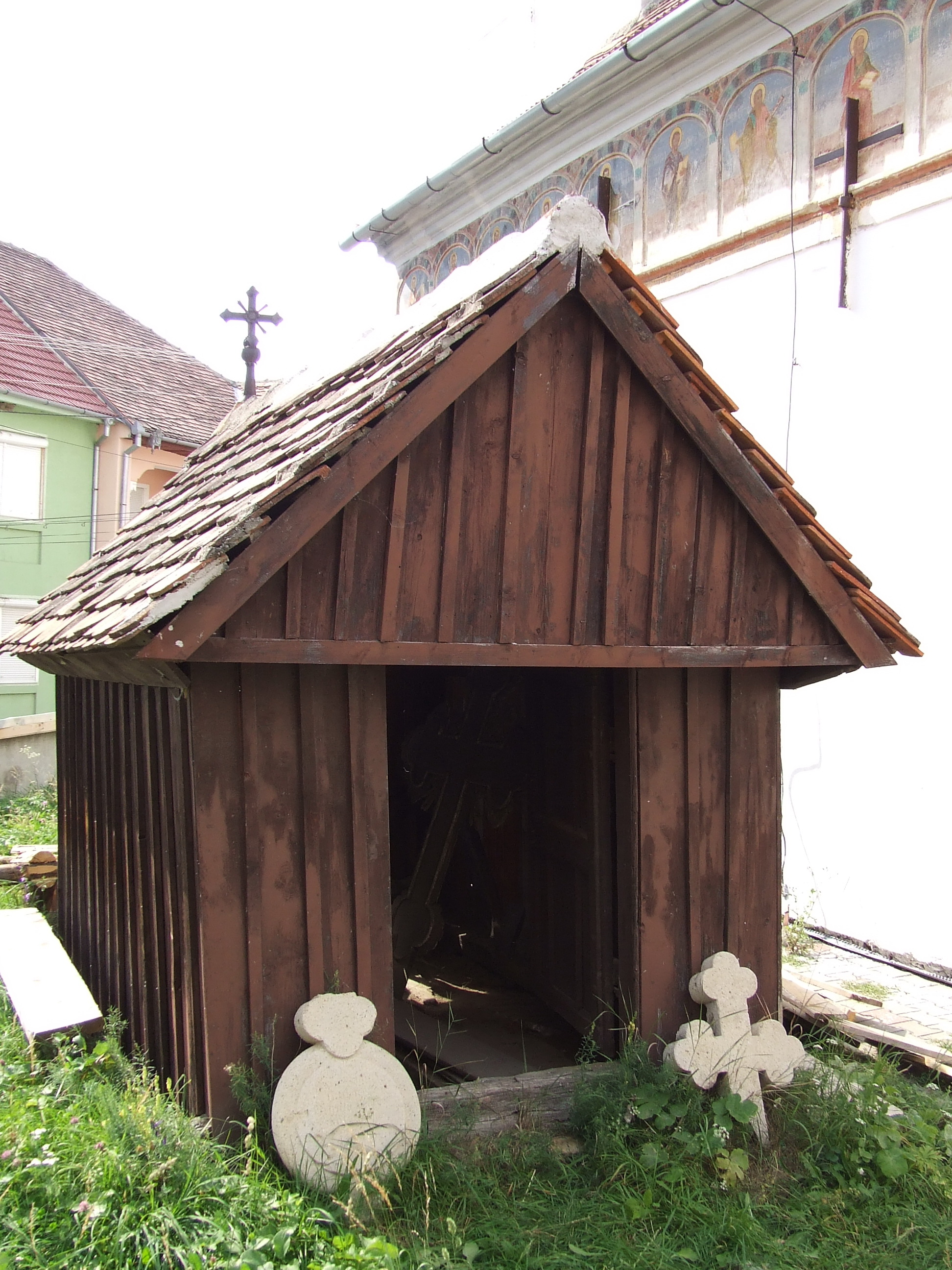
Vedere spre intrare
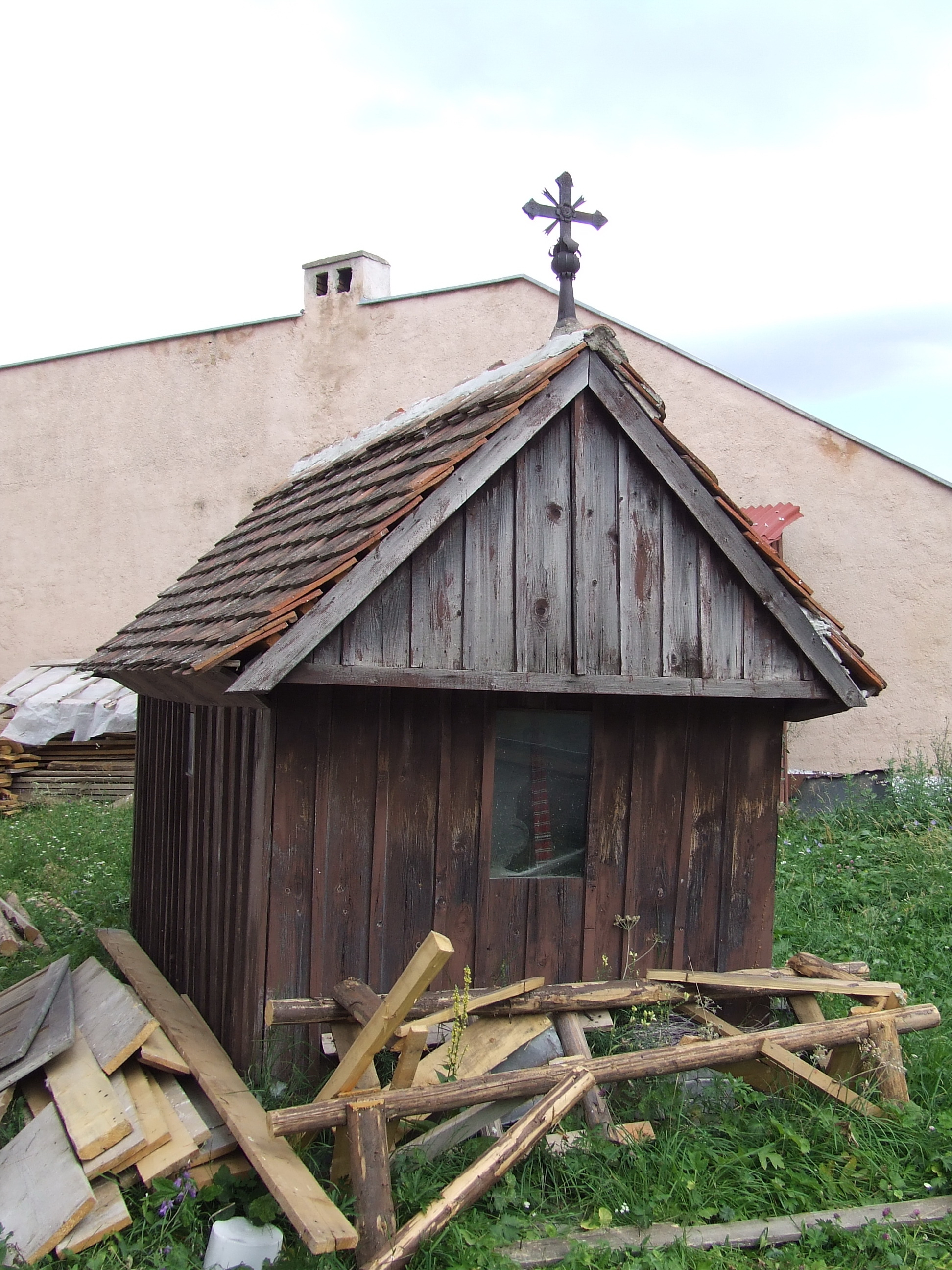
Vedere de ansamblu
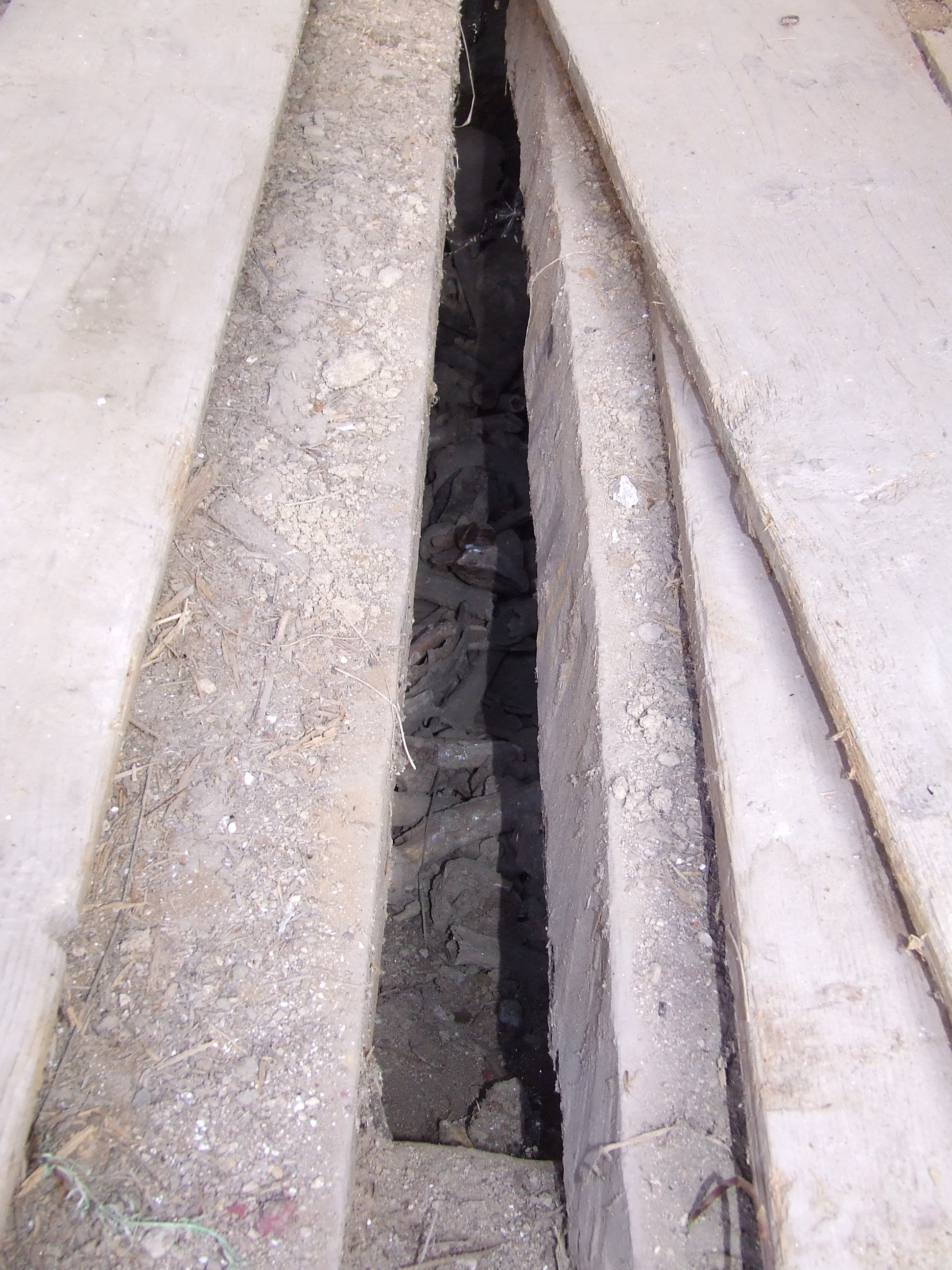
Sub podele se află oseminte
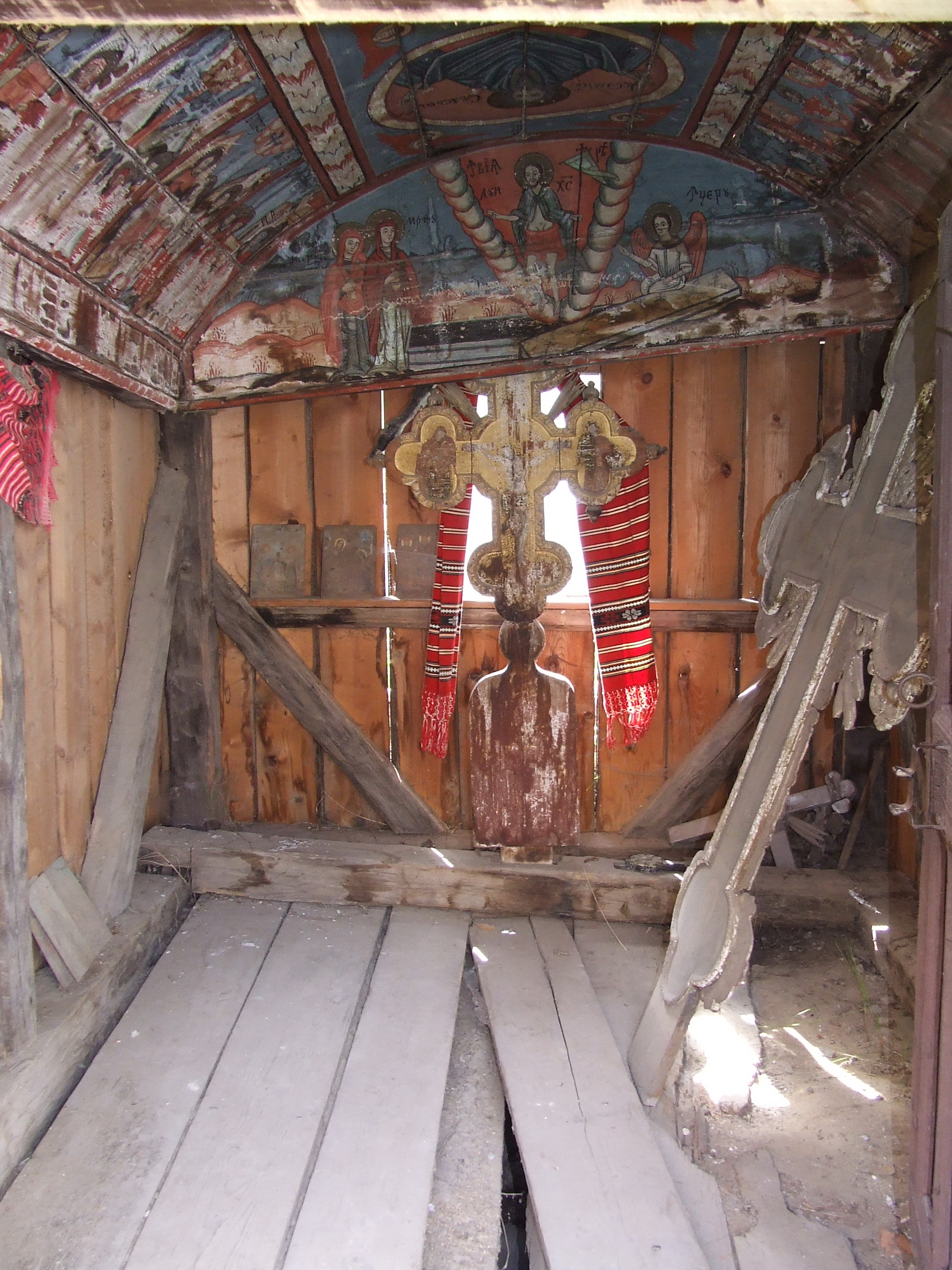
Interiorul capelei
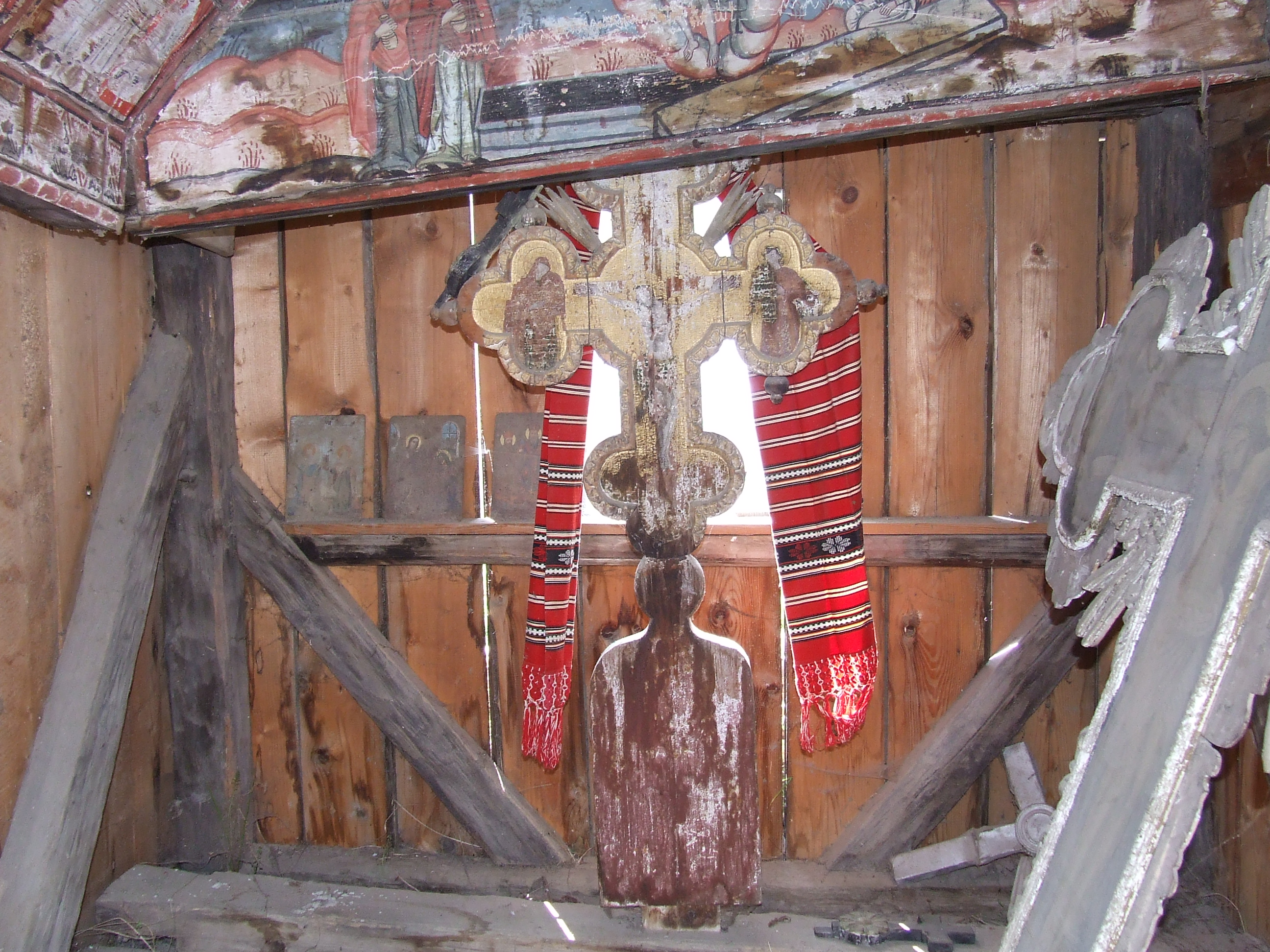
Cruce în interiorul capelei
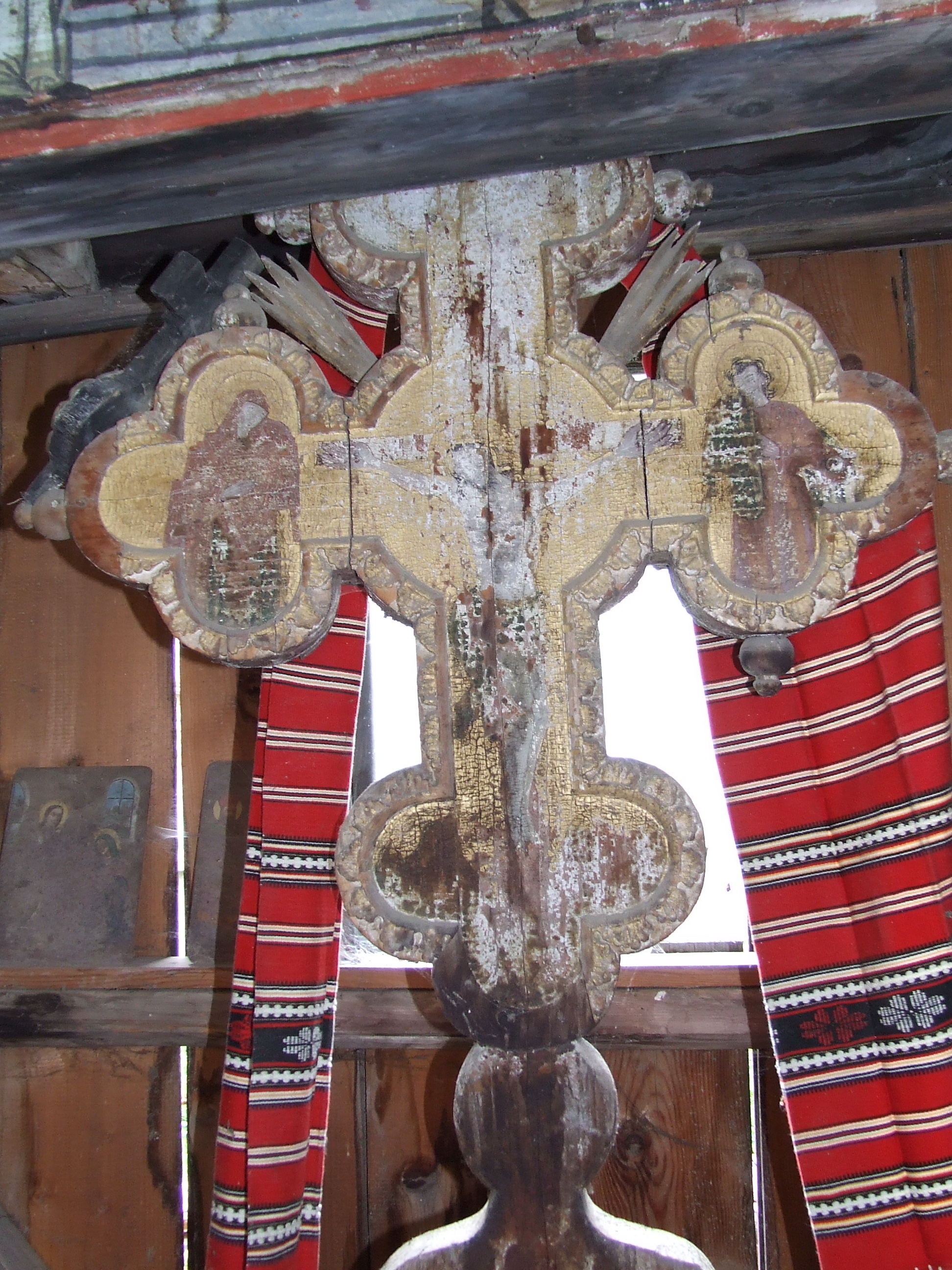
Detaliu
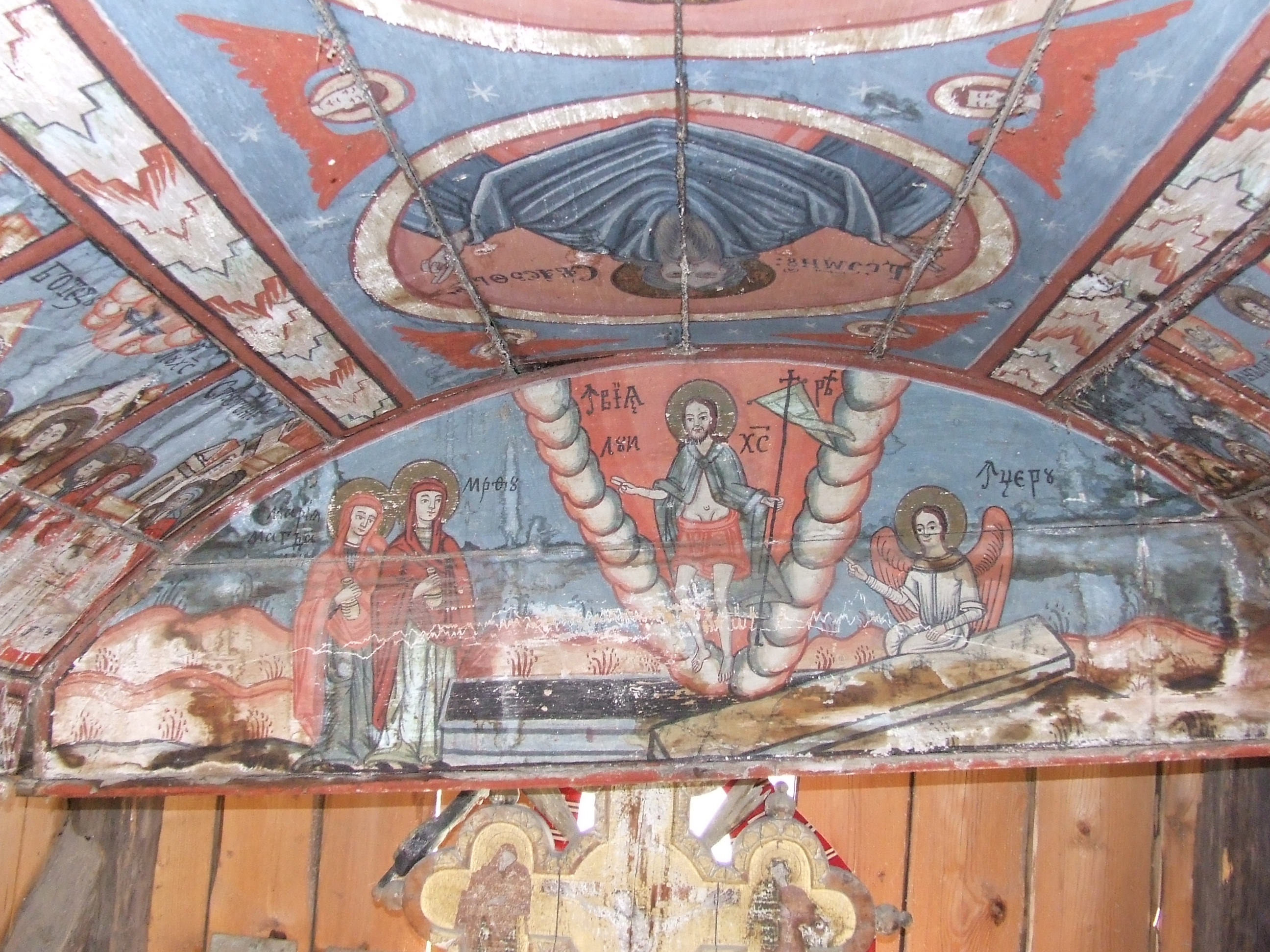
Învierea lui Isus Cristos
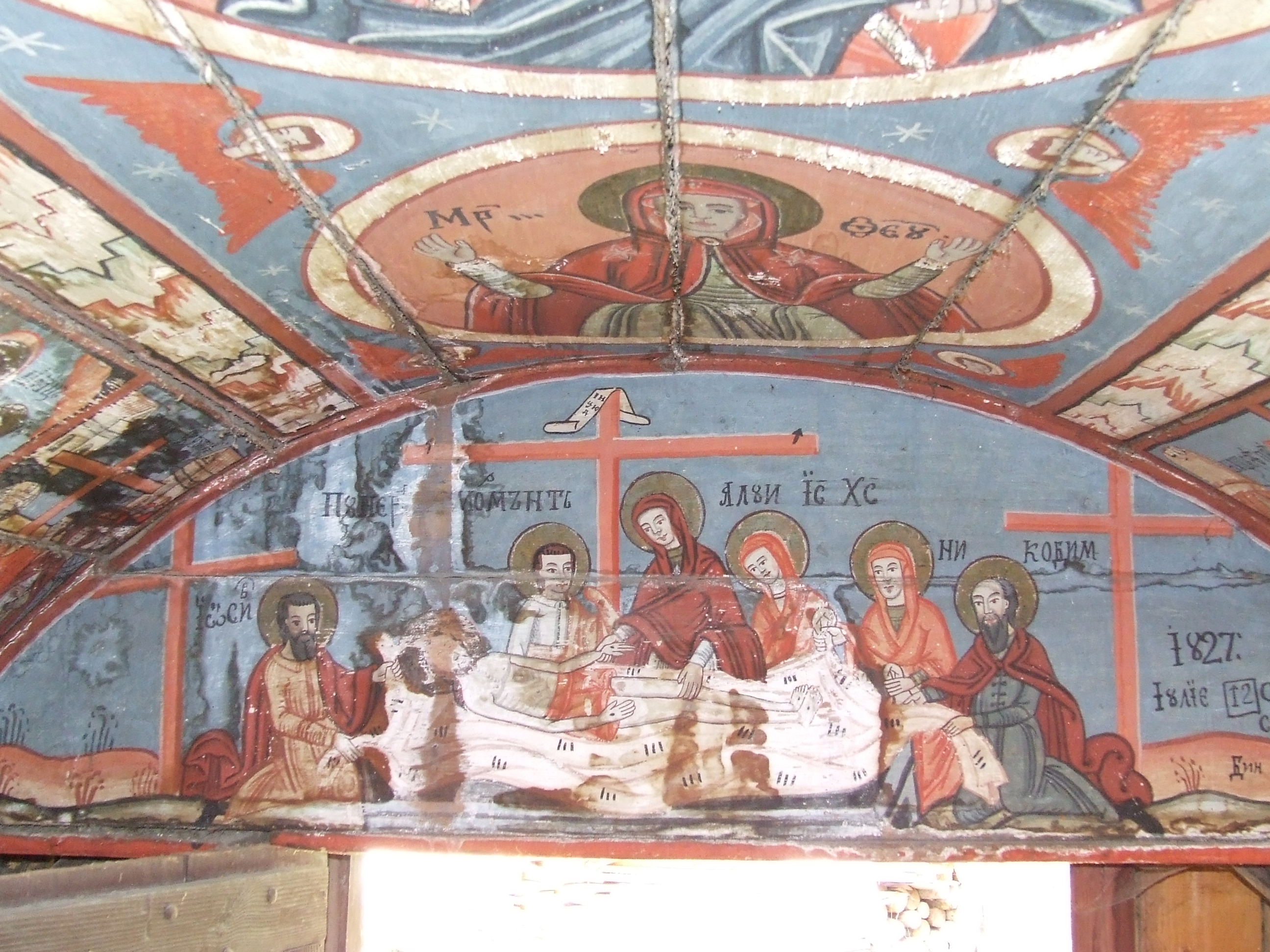
Punerea în mormânt
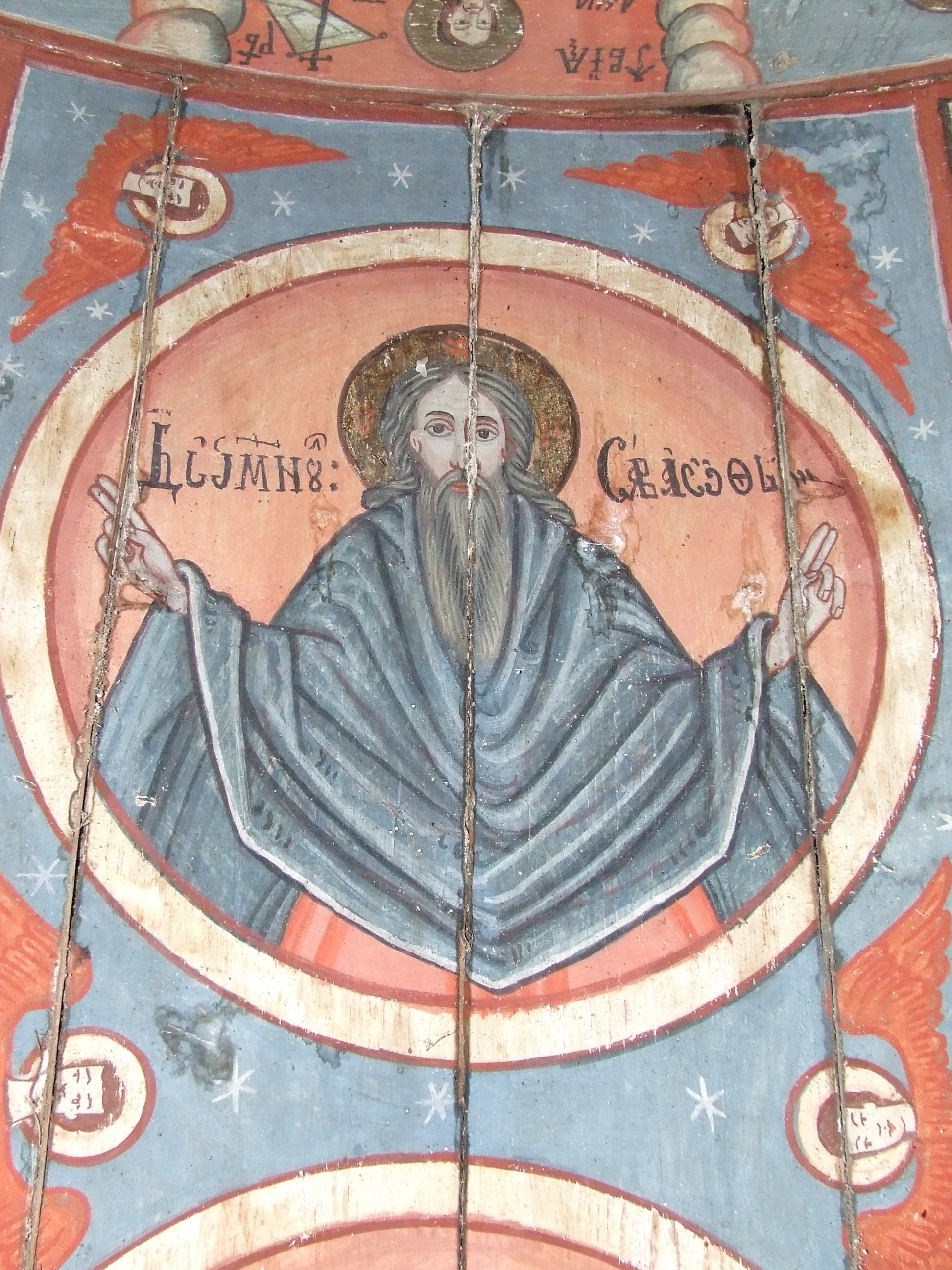
Domnul Savaot
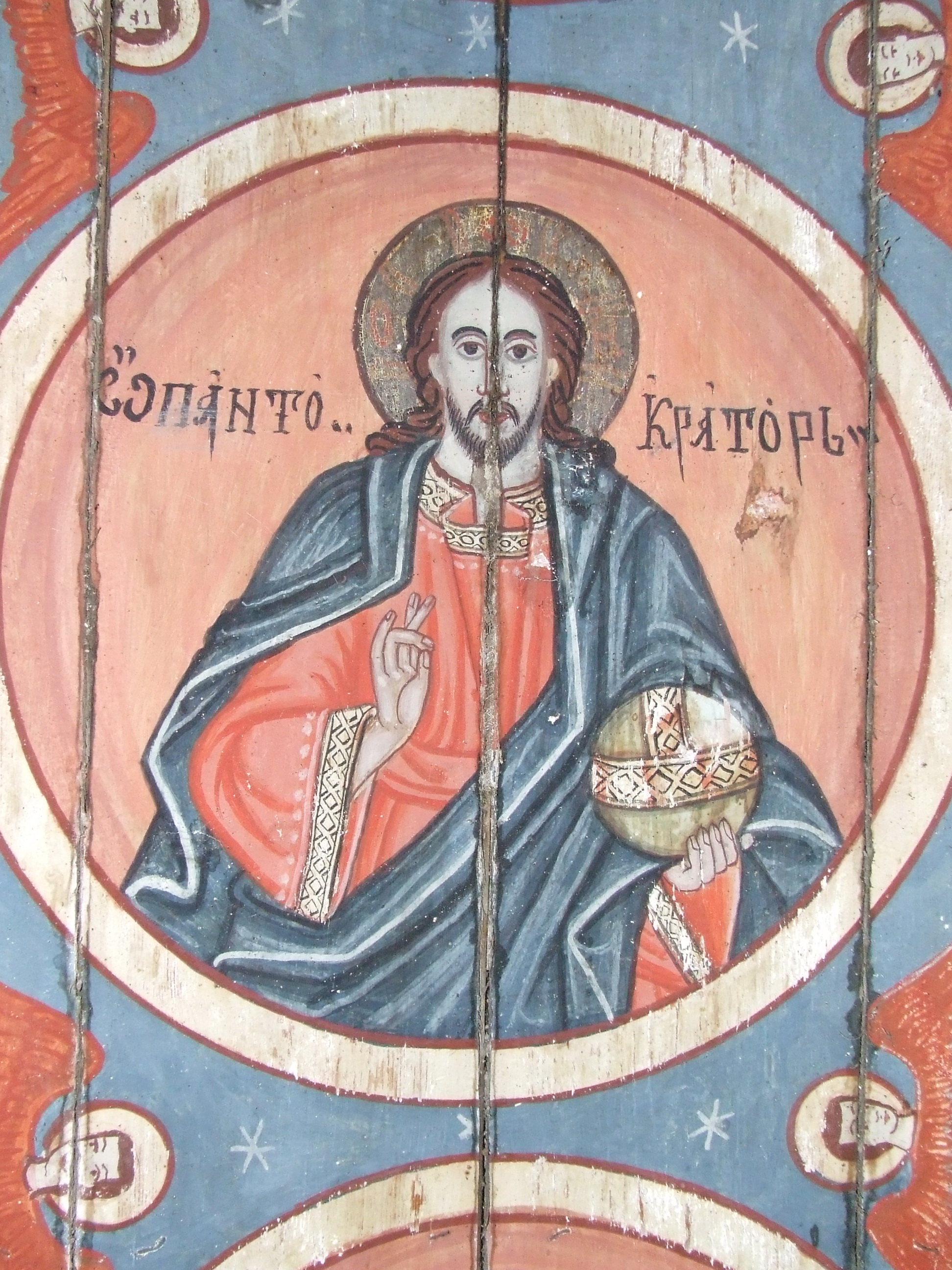
Isus Cristos
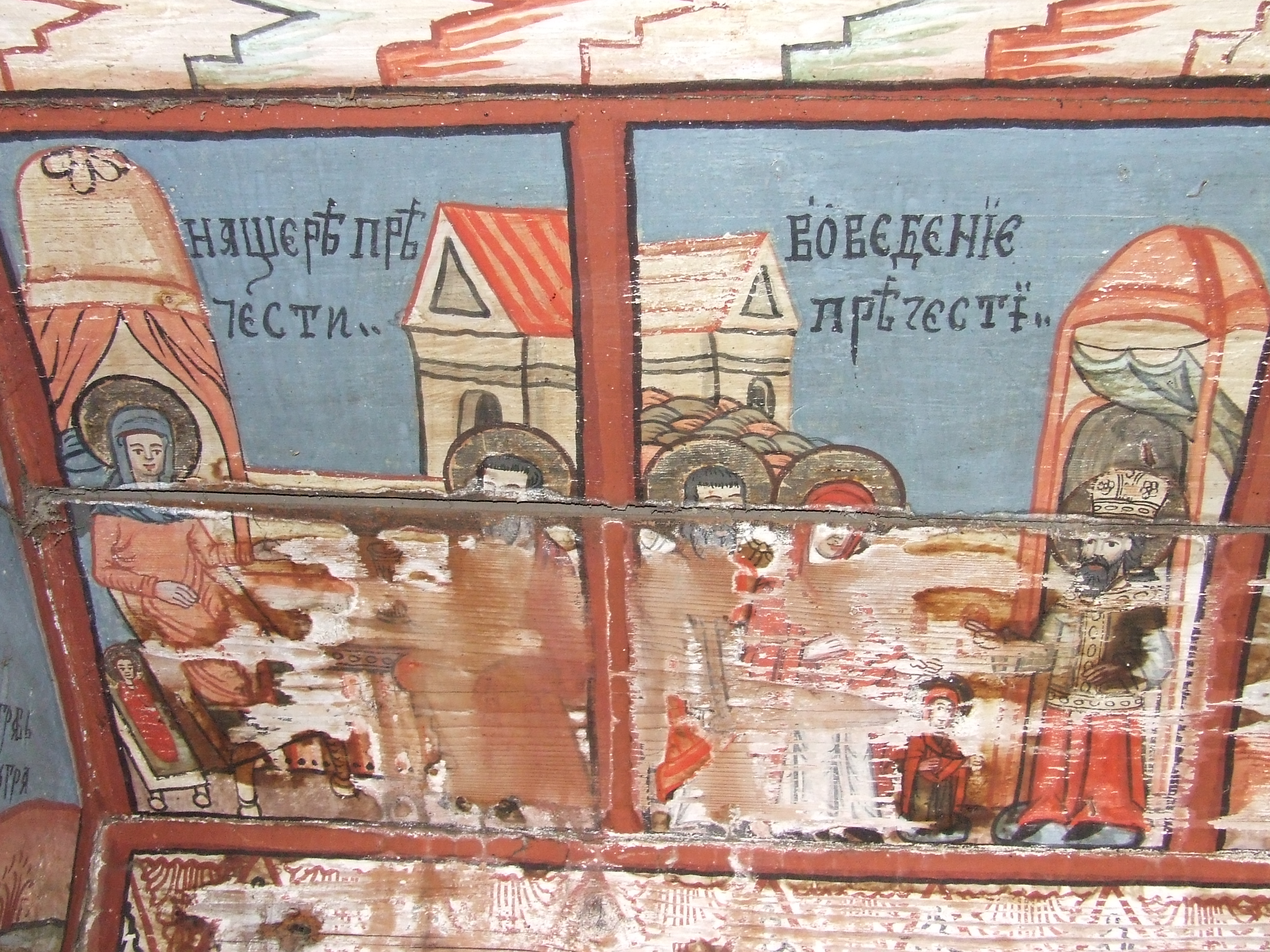
Naşterea Precistei şi Intrarea Maicii Domnului în Biserică
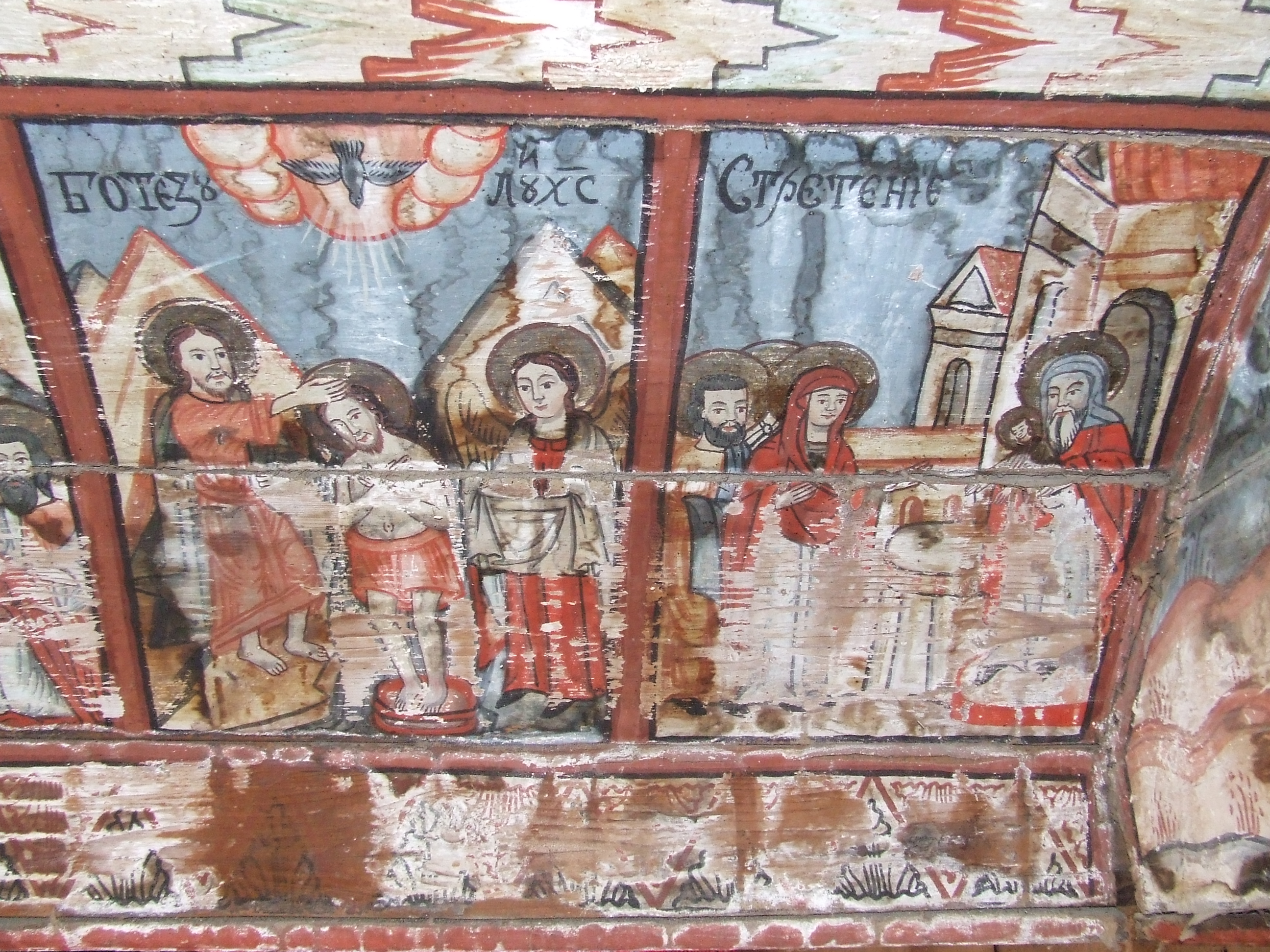
Botezul Domnului